# Żurawnica (szczyt)

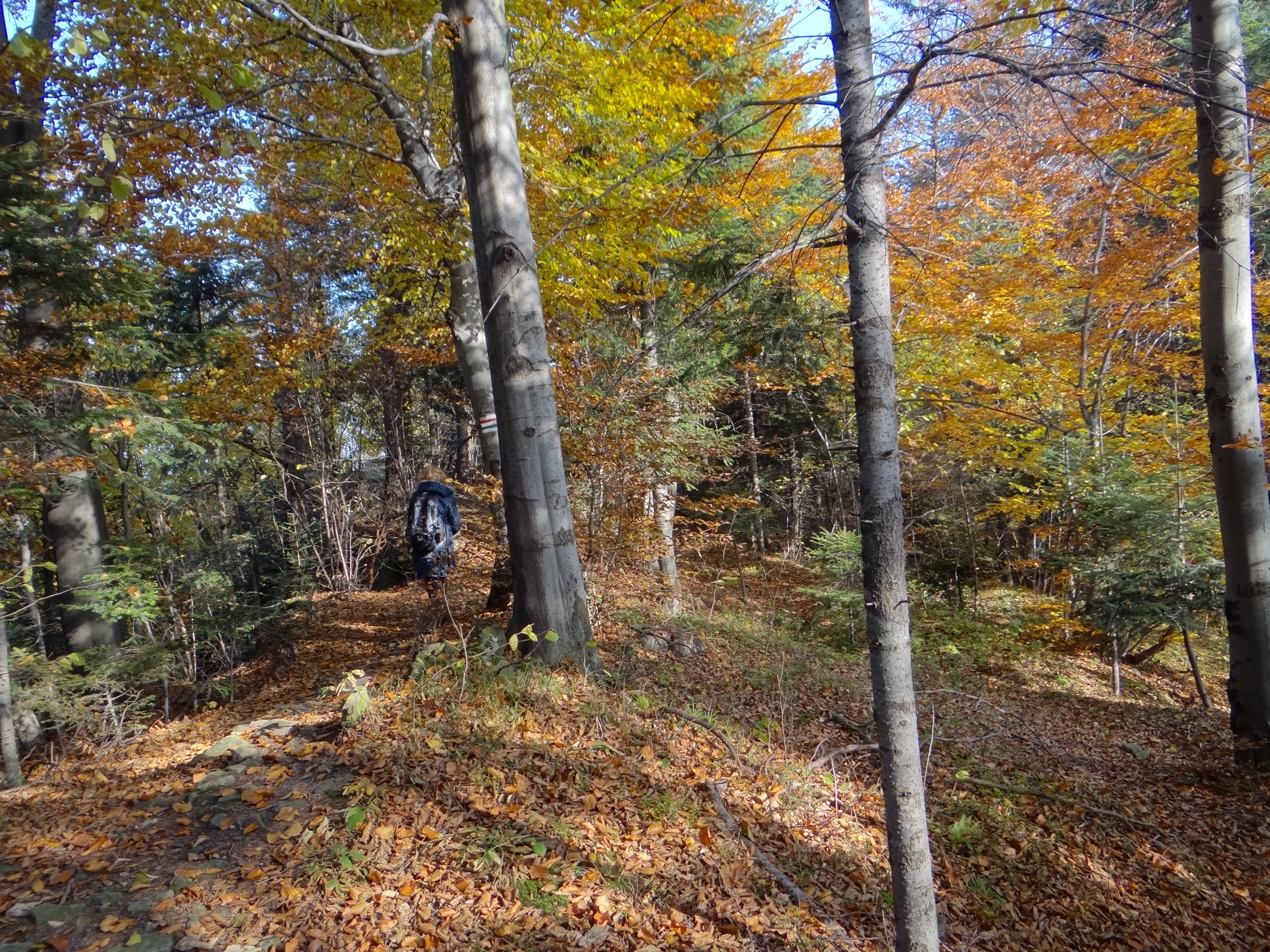
Na szczycie Żurawnicy

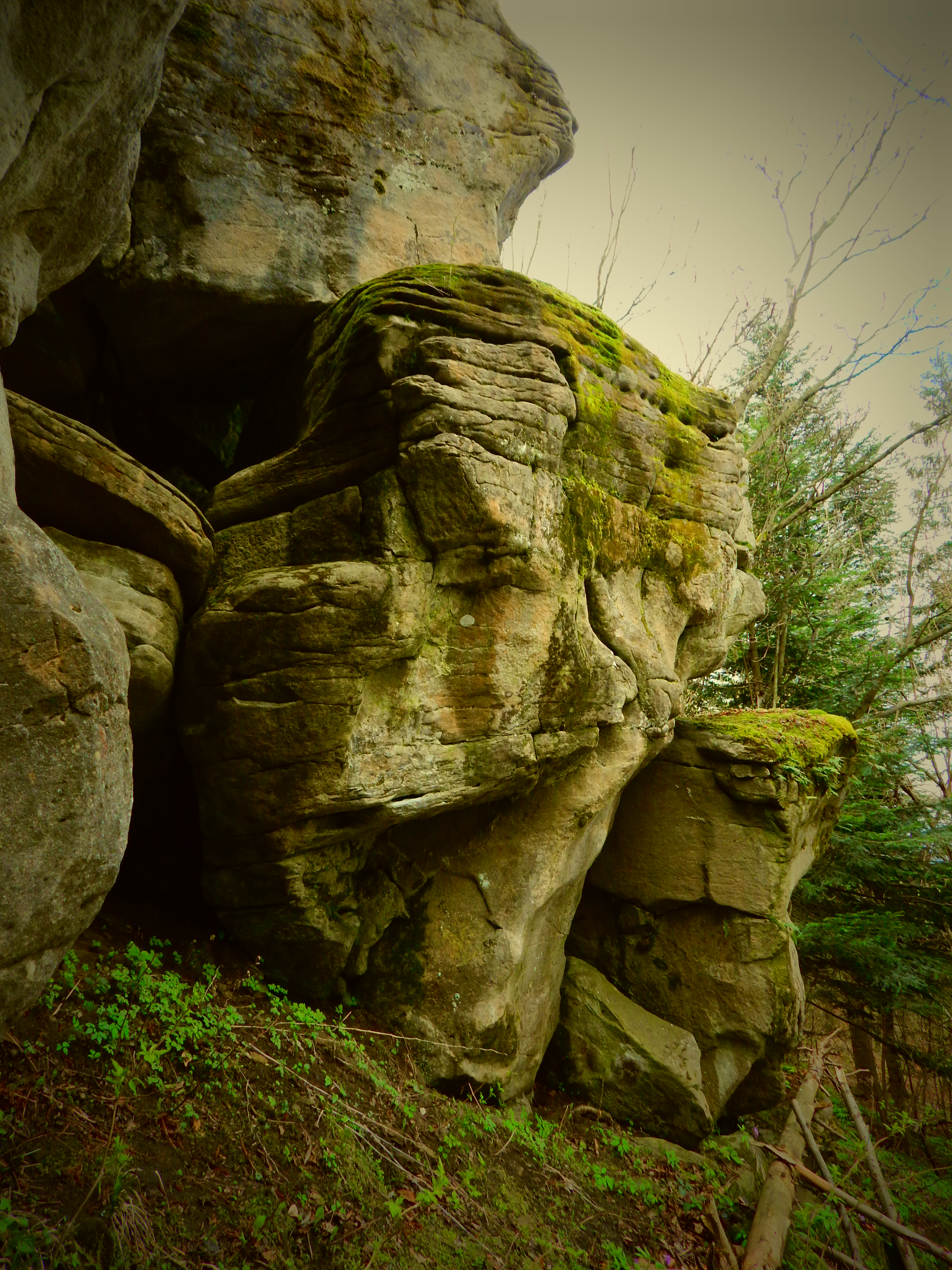
Skały w drodze na szczyt Żurawnicy.

Żurawnica (727 m) – szczyt w Beskidzie Małym, najwyższy w tzw. Grupie Żurawnicy, w regionalizacji fizycznogeograficznej Polski według Jerzego Kondrackiego zaliczany do Beskidu Małego, w nowszej regionalizacji z 2018 roku do Pasm Pewelsko-Krzeszowskich.
Ma dwa wierzchołki: zachodni 707 m i wschodni 727 m. W kierunku wschodnim grzbiet Żurawnicy opada do przełęczy Carchel (632 m), stoki północne do doliny Tarnawki, południowe do doliny potoku Ustrzyzna.
Nazwa szczytu pochodzi od brukwi, którą w okolicach tej góry karmiono świnie. Przez miejscową ludność nazywana ona była brukwią żyrską. Uprawiana była również na stokach tej góry, stąd też górę zaczęto nazywać Żyrawnicą, a potem nazwa uległa nieco zniekształceniu i powstała Żurawnica.
Przez Żurawnicę prowadzą dwa szlaki turystyczne; zielony przez obydwa jej szczyty i czerwony północnymi stokami. Jest porośnięta lasem, ale na jej grzbiecie znajduje się duża polana, z której rozciągają się widoki na Babią Górę, Pasmo Jałowieckie i Pasmo Solnisk. Za polaną na grzbiecie Żurawnicy ciągnie się pas skałek zwanych Kozimi Skałami, wzdłuż których biegnie ścieżka szlaku turystycznego. Związana z nimi jest legenda. Według niej są one pozostałością diabelskiego zamku zniszczonego podczas wojny między diabłami.
Planowane jest utworzenie na Żurawnicy rezerwatu przyrody dla ochrony ciekawych form skałkowych, jak również roślin i zwierząt. Występują tutaj rzadkie gatunki mchów, w szczelinach skalnych i na skałach rośnie skalnica gronkowa i paproć zanokcica skalna. Z rzadszych gatunków roślin występują także: zanokcica północna, poziomka twardawa, gruszycznik jednokwiatowy, przytulia okrągłolistna, łuskiewnik różowy, rzeżucha trójlistkowa i kilka gatunków storczyków: buławnik wielkokwiatowy, kukułka plamista, storczyk męski, podkolan zielonawy.
Żurawnica znajduje się w granicach wsi Krzeszów w województwie małopolskim, w powiecie suskim, w gminie Stryszawa.
Szlaki turystyczne
 Krzeszów – Żurawnica – przełęcz Carchel – Gołuszkowa Góra – Lipska Góra – Sucha Beskidzka
 Krzeszów – zbocza Żurawnicy – przełęcz Carchel – Gołuszkowa Góra – Żmijowa – Prorokowa Góra – Zembrzyce